# 2010 RX30
2010 RX30 es un asteroide próximo a la Tierra, que pasó entre la Tierra y la Luna el 8 de septiembre de 2010 a las 09:51 UTC, acercándose a la Tierra dentro de 248.000 kilómetros por encima de Japón.
La NASA estimó que su tamaño es de 12 metros de diámetro con una masa de alrededor de 2500 toneladas.
El asteroide fue descubierto por Catalina Sky Survey, cerca de Tucson, Arizona, el 5 de septiembre de 2010, junto con otro asteroide el  2010 RF12.